# Česko na Halovém mistrovství světa v atletice 1999

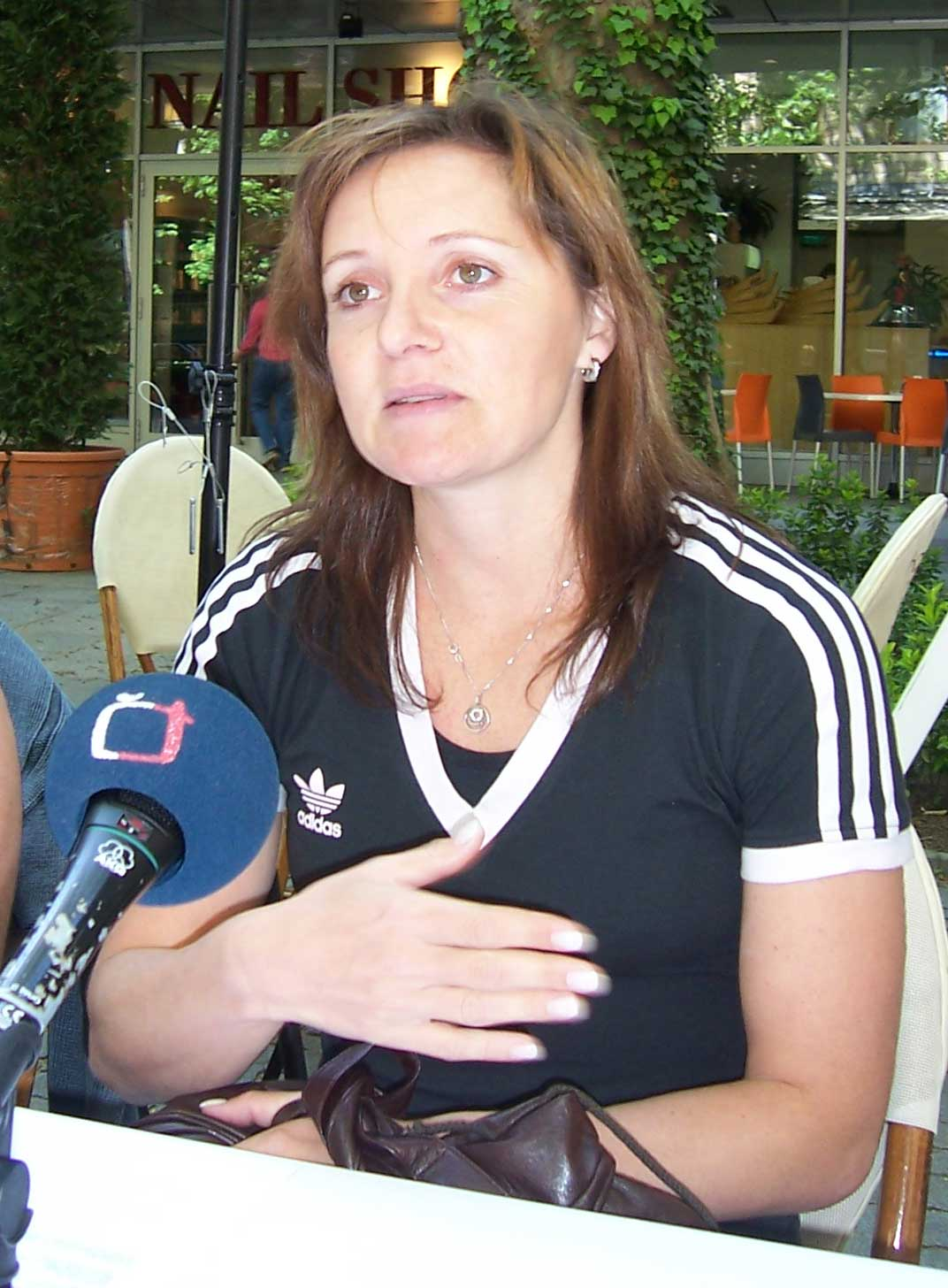
Ludmila Formanová – vítězka běhu na 800 m v roce 2007

Halového MS v atletice 1999 se ve dnech 5. – 7. března účastnilo 11 českých atletů (4 muži a 7 žen). Do soutěží nezasáhla Helena Fuchsová, jež měla nastoupit do rozběhu závodu na 400 metrů. Zranění ji však na start nepustilo. Šampionát probíhal v japonském Maebaši v hale Green Dome.
Čeští reprezentanti vybojovali čtyři cenné kovy. Nejcennější medaili získala běžkyně Ludmila Formanová, jež se stala halovou mistryní světa v běhu na 800 metrů. Časem 1:56,90 vytvořila dosud platný rekord šampionátu. Stříbrnou medaili získala výškařka Zuzana Hlavoňová, jež překonala 196 cm.
Bronzovou medaili vybojovala v novém národním rekordu trojskokanka Šárka Kašpárková, která ve finále doskočila do vzdálenosti 14,87 m. Bronz vybojoval také Roman Šebrle, který vylepšil hodnotu národního rekordu v sedmiboji na 6 319 bodů. O deset bodů méně nasbíral Tomáš Dvořák, který zůstal těsně pod stupni vítězů, na 4. místě.

## Výsledky

### Muži
| Atlet       | Disciplína    | Kvalifikace | Kvalifikace | Rozběh  | Rozběh   | Semifinále | Semifinále | Finále      | Finále      |
| Atlet       | Disciplína    | Výkon       | Umístění    | Výkon   | Umístění | Výkon      | Umístění   | Výkon       | Umístění    |
| ----------- | ------------- | ----------- | ----------- | ------- | -------- | ---------- | ---------- | ----------- | ----------- |
| Lukáš Vydra | 800 m         |             |             | 1:48,32 | 6.       | 1:49,18    | 14.        | nepostoupil | nepostoupil |
| Tomáš Janků | Skok do výšky |             |             |         |          |            |            | 2,25 m      | 6. =        |

Sedmiboj
| Tomáš Dvořák  | Sedmiboj     |             |            |          |
| Tomáš Dvořák  | Disciplína   | Výsledek    | Body       | Umístění |
| ------------- | ------------ | ----------- | ---------- | -------- |
|               | Běh na 60 m  | 6,95 s (PB) | 900        | 5.       |
| Skok daleký   | 7,61 m       | 962         | 5.         |          |
| Vrh koulí     | 16,70 m (PB) | 894         | 1.         |          |
| Skok do výšky | 1,99 m       | 794         | 5.         |          |
| 60 m přek.    | 7,84 s       | 1 022       | 2.         |          |
| Skok o tyči   | 4,90 m (PB)  | 880         | 6.         |          |
| Běh na 1000 m | 2:41,48      | 857         | 4.         |          |
| Celkově       |              |             | 6 309 (PB) | 4.       |

| Roman Šebrle  | Sedmiboj    |          |            |                  |
| Roman Šebrle  | Disciplína  | Výsledek | Body       | Umístění         |
| ------------- | ----------- | -------- | ---------- | ---------------- |
|               | Běh na 60 m | 6,94 s   | 904        | 4.               |
| Skok daleký   | 7,76 m (PB) | 1 000    | 2.         |                  |
| Vrh koulí     | 15,27 m     | 806      | 6.         |                  |
| Skok do výšky | 2,11 m      | 906      | 1.         |                  |
| 60 m přek.    | 7,94 s      | 997      | 4.         |                  |
| Skok o tyči   | 4,80 m      | 849      | 7.         |                  |
| Běh na 1000 m | 2:41,50     | 857      | 5.         |                  |
| Celkově       |             |          | 6 319 (NR) | Bronzová medaile |

### Ženy
| Atletka           | Disciplína    | Kvalifikace | Kvalifikace | Rozběh       | Rozběh   | Semifinále | Semifinále | Finále       | Finále           |
| Atletka           | Disciplína    | Výkon       | Umístění    | Výkon        | Umístění | Výkon      | Umístění   | Výkon        | Umístění         |
| ----------------- | ------------- | ----------- | ----------- | ------------ | -------- | ---------- | ---------- | ------------ | ---------------- |
| Erika Suchovská   | 200 m         |             |             | 23,35 s      | 10.      | 23,58 s    | 11.        | nepostoupila | nepostoupila     |
| Helena Fuchsová   | 400 m         |             |             | DNS          | –        | –          | –          | –            | –                |
| Ludmila Formanová | 800 m         |             |             | 2:00,49      | 1.       | 1:59,22    | 1.         | 1:56,90      | Zlatá medaile    |
| Andrea Šuldesová  | 1500 m        |             |             | 4:09,00 (PB) | 4.       |            |            | 4:06,37 (PB) | 6.               |
| Andrea Šuldesová  | 3000 m        |             |             |              |          |            |            | DNF          | –                |
| Zuzana Hlavoňová  | Skok do výšky |             |             |              |          |            |            | 1,96 m       | Stříbrná medaile |
| Pavla Hamáčková   | Skok o tyči   |             |             |              |          |            |            | 4,35 m       | 7.               |
| Šárka Kašpárková  | Trojskok      |             |             |              |          |            |            | 14,87 m (NR) | Bronzová medaile |